# Go-Toba In Kunai-kyō
Kunai-kyō (宮内卿) ou Go-Toba In Kunai-kyō (後鳥羽院宮内卿) est une poétesse japonaise du début de l'époque de Kamakura. Elle compte parmi les trente-six poétesses immortelles et les trente-six nouveaux poètes immortels. Elle meurt très jeune, vers ses vingt ans et ne laisse aucun poème de sa collection. Son père est Minamoto no Moromitsu.
On ne sait presque rien de sa vie si ce n'est que sa maîtrise dans le genre de poésie waka est appréciée de l'empereur retiré Go-Toba (Go-Toba In), dont elle est la servante. Entre 1200 et 1204, elle prend part à différents utaawase (concours de waka).
Elle est créditée de quelque 300 poèmes dont 15 sont inclus dans l'anthologie Shin Kokin Wakashū et 9 dans le Gyokuyō Wakashū. Elle est considérée comme l'égale de Shikishi Naishinnō et de Fujiwara no Toshinari no Musume.